# بنزیل سیانید
بنزیل سیانید (به انگلیسی: Benzyl cyanide) با فرمول شیمیایی C۸H۷N یک ترکیب شیمیایی با شناسه پاب‌کم ۸۷۹۴ است. که جرم مولی آن ۱۱۷٫۱۵ g/mol می‌باشد. شکل ظاهری این ترکیب، مایع روغنی بی‌رنگ است.